# Megaselia gemellima
Megaselia gemellima är en tvåvingeart som beskrevs av Rudolf Beyer 1965. Megaselia gemellima ingår i släktet Megaselia och familjen puckelflugor. Inga underarter finns listade i Catalogue of Life.